# Safiq Rahim
Mohd Safiq bin Rahim (Kuala Selangor, 5 luglio 1987) è un calciatore malese, centrocampista del Selangor e della Nazionale di calcio della Malaysia.

## Carriera

### Club
Inizia a giocare a calcio all'età di tredici anni quando milita nelle giovanili del Selangor. Dopo aver trascorso diversi anni nelle giovanili, viene convocato stabilmente in prima squadra nel 2007. In due stagioni non viene impiegato molto e quindi decide di trasferirsi, nel 2009, al PLUS sperando di giocare in maniera continua. Quest'esperienza risulterà negativa e così decide di far ritorno nella squadra dove ha militato per diversi anni, il Selangor. Dopo il suo ritorno, grazie alle sue prestazioni messe in atto in campo, diventa titolare fisso della prima squadra e anche un punto fermo. Il 23 novembre 2011 sostiene un provino con il Cardiff City, società gallese che milita in Football League Championship.

### Nazionale
Nel 2004 entra a far parte della Nazionale di calcio della Malesia Under-20, poi nell'Under-23 nel 2007 e nel 2010 è entrato a far parte, stabilmente, nella Nazionale maggiore.

## Palmarès

### Club

#### Competizioni nazionali
- Malaysia Super League: 13

Selangor: 2009, 2010
Johor Darul Ta'zim: 2014, 2015, 2016, 2017, 2018, 2019, 2020, 2021, 2022, 2023, 2024-2025
- Coppa della Malaysia: 5

Johor Darul Ta'zim: 2017, 2019, 2022, 2023, 2024-2025